# Janusz Bojkowski
Janusz Bojkowski (ur. 1 czerwca 1975 w Sławnie) – polski samorządowiec, od 2008 roku wójt Postomina.       

## Życiorys
Jest synem Barbary i Jana Bojkowskich. Uzyskał tytuł magistra w dziedzinie ekonomii. W 2003 roku rozpoczął pracę w Urzędzie Gminy Postomino, odpowiadał za pozyskiwanie funduszy europejskich.
W listopadzie 2021 roku został wybrany prezesem Ochotniczej Straży Pożarnej w Postominie.

### Działalność polityczna
Ubiegał się o fotel wójta Postomina w przedterminowych wyborach w 2008 roku zorganizowanych w wyniku śmierci Zbigniewa Galka. W pierwszej turze wyborów uzyskał najwyższy wynik otrzymując 1046 głosów i przechodząc tym samym do drugiej tury. Zwyciężył następnie z Andrzejem Miecznikowskim otrzymując 1544 głosy. 16 czerwca tego samego roku złożył ślubowanie. Jako wójt odpowiadał m.in. za budowę placów zabaw oraz boisk sportowych w Pieszczu i w Staniewicach. Był także inicjatorem przebudowy ulic w Jarosławcu oraz drogi Pałowo – Nosalin.
W wyborach samorządowych w 2010 roku uzyskał reelekcję w pierwszej turze otrzymując 2430 głosów (84,35%). W wyborach samorządowych w 2014 roku ponownie kandydował na urząd wójta z poparciem Platformy Obywatelskiej, będąc jedynym kandydatem uzyskał reelekcję otrzymując 2288 głosów (100% poparcia). We wrześniu 2016 roku został członkiem zarządu Darłowskiej Lokalnej Grupy Rybackiej. W wyborach samorządowych w 2018 roku został ponownie wybrany wójtem, w pierwszej turze głosowania zwyciężył z Adamem Drapałą uzyskując 2115 głosów (68,36%).

## Życie prywatne
Jest żonaty, para ma syna. Deklaruje biegłą znajomość języka angielskiego.

## Odznaczenia i wyróżnienia

### Państwowe
- Srebrny Krzyż Zasługi (2022)[16]

### Pozostałe
- Odznaka Zasłużony Dla Polskiego Związku Wędkarskiego (2022)[17]